# Charles Greeley Abbot
Charles Greeley Abbot (Wilton, 31 maggio 1872 – Washington, 17 dicembre 1973) è stato un astrofisico e astronomo statunitense, oltre che Segretario della Smithsonian Institution.

## Biografia
Abbot si laureò al MIT nel 1894 con una laurea in fisica chimica. Samuel Langley stava cercando un assistente all'Osservatorio Astrofisico Smithsonian, ed assunse Abbot nel 1895 per la sua abilità nel lavoro di laboratorio, e a dispetto della sua mancanza di esperienza in campo astronomico.
Langley iniziò a focalizzarsi su esperimenti di aeronautica, e Abbot divenne responsabile delle osservazioni solari. Disegnò e costruì strumenti per misurare la radiazione solare, incluso un ottimo bolometro, che fu utilizzato per fare misurazioni sulla corona solare nell'eclissi di Sole del 1900 nella Carolina del Nord.
Langley morì nel 1906, e Abbot gli succedette come direttore del SAO, mentre Charles Walcott diventava Segretario dello Smithsonian. Abbot sviluppò in breve delle tecniche per ottenere un valore più accurato della costante solare, di 1,93 cal/cm²/min (il valore odierno è espresso in Watt per metro quadrato).
Nel 1918 Abbot divenne Assistente Segretario dello Smithsonian. Succedette a Walcott come Segretario nel 1928, e guidò l'Istituto attraverso gli anni turbolenti della grande depressione e della Seconda guerra mondiale. Si ritirò da entrambe le cariche nel 1944, diventando il primo Segretario dello Smithsonian a non morire mentre era in carica.
Lasciò il posto ad Alexander Wetmore.

## Riconoscimenti
Abbot vinse la Medaglia Henry Draper della National Academy of Science nel 1910 e il Premio Rumford della American Academy of Arts and Sciences nel 1915.

## Studi
Abbot, come Langley, era dell'idea che la radiazione solare fosse variabile e che questa mutabilità potesse alterare il clima. Cercò insistentemente di trovare variazioni nella costante solare, sperando che le sue scoperte potessero essere utilizzate per le previsioni meteorologiche, e credette di aver individuato tali variazioni, nell'ordine del 3-10%. Tuttavia, le misure moderne molto più accurate indicano che tali mutamenti non esistono, se non in modo insignificante con le macchie solari e i brillamenti.
Completò la mappa dello spettro del Sole nell'infrarosso, e portò avanti uno studio sistematico sulle variazioni della radiazione solare, e sulle loro relazioni con il ciclo delle macchie solari. Studiò inoltre la natura della trasmissività e dell'assorbimento dell'atmosfera terrestre. Abbot perfezionò vari strumenti oggi usati per la fisica solare, ed inventò degli strumenti alimentati dall'energia solare.
Il cratere Abbot sulla Luna porta il suo nome; il fatto eccezionale è che gli venne dedicato quando era ancora in vita. Ottenne il suo ultimo brevetto all'età di 101 anni, e divenne l'uomo più anziano a brevettare una sua creazione.

## Opere
- The Sun (1911, 2ª ed. 1929)
- Everyday mysteries (1923)
- The Earth and the Stars (1925, 2ª ed. 1946)
- The Sun and the welfare of man (1929)